# Meeting national des sacres
 (janvier 2020).
 (janvier 2020).
Le Meeting national des sacres est un meeting d’athlétisme en salle organisé au CREPS de Reims (halle Jean Poczobut) dans la Marne, pendant la période hivernale des compétitions. C'est le club d'athlétisme du DAC FReims (District Athlétique Club Reims) qui en est le créateur et l'organisateur. Le meeting figure depuis 2016 au calendrier du circuit national indoor de la Fédération française d'athlétisme.

## Histoire du meeting
Le meeting du DAC Reims fut créé en 2003 et organisé dès la première édition au CREPS de Reims, avec un niveau national.
À l'époque, le calendrier hivernal des compétitions manquait de densité et les athlètes étaient à la recherche de compétitions pour parfaire leur préparation et aider à la réalisation de performances. Ce fut donc un succès d'affluence de participation dès la première année. En 2003, seuls deux meetings en salle existaient en France (Eaubonne; Liévin). Pour la première édition, environ 80 athlètes répondirent présents, tant bien chez les hommes que chez les femmes. Le meeting proposait les épreuves de 60 m, 60 m haies, 200 m, saut en longueur, saut en hauteur et lancer du poids. La qualité de la piste du CREPS de Reims, alors toute récente, fut dès le départ un des atouts du meeting.
Parmi les athlètes de haut niveau renommés qui ont participé aux premières éditions du meeting du DAC Reims, on peut noter :
- Ladji Doucouré (double champion du monde 2005 sur 110 m haies et relais 4 × 100 m, champion d'Europe en salle 2009 sur 60 m haies, détenteur du record de France sur 110 m haies de 2005 à 2014 en 12 s 97 et sur 60 m haies de 2005 à 2016 en 7 s 42)
- Patricia Girard (championne du monde 2003 sur le relais 4 × 100 m ; sur 60 m haies : championne d'Europe en salle 1996 et 1998, médaille de bronze des championnats d'Europe en salle 2002, médaille de bronze des championnats du monde en salle 1997 et 1993 ; sur 100 m haies : médaille de bronze des Jeux olympiques 1996)
- Jonathan Borlée (triple champion d’Europe du 400 m et double champion d'Europe en salle sur 400 m, vice-champion du monde en salle 2010 et 3e en 2018 sur le relais 4 × 400 m, détenteur du record national Belge du 400 m en 44 s 43)
- Kévin Borlée (champion d'Europe 2010 sur 400 m, 4 titres de champion d'Europe du relais 4 × 400 m)
- Salim Sdiri (détenteur du record de France du saut en longueur 8,42 m, médaille de bronze des championnats d'Europe en salle 2007, 14 titres de champion de France de saut en longueur)
- Martial Mbamdjock (champion d'Europe 2010 sur le relais 4 × 100 m)
- Delphine Combe (championne d'Europe 2002 sur le relais 4 × 100 m, médaille de bronze aux championnats du monde 1997 sur le relais 4 × 100 m)
- Sylviane Félix (médaille d'or aux championnats du monde 2003 sur le |relais 4 × 100 m, médaillée de bronze aux Jeux olympiques 2004 sur le relais 4 × 100 m)
- Myriam Soumaré (championne d'Europe 2010 sur 200 m, 12 titres de championne de France)
- Dimitri Bascou (médaillé de bronze aux Jeux olympiques 2016 sur 100 m haies, médaille de bronze aux championnats du monde en salle 2016 sur 60 m haies, champion d'Europe 2016 sur 110 m haies)
- Teddy Tinmar (vice-champion du monde 2011 sur le relais 4 × 100 m)
- Ronald Pognon (champion du monde 2005 sur le relais 4 × 100 m, vice-champion d'Europe en salle 2005 sur 60 m, médaille de bronze aux Jeux olympiques 2012 sur le relais 4 × 100 m)
- Reïna-Flor Okori (Championne de France du 100 m haies et 60 m haies, championne d'Europe Junior 1999 sur 100 m haies)

En 2016, le nouveau directeur du meeting prend le pari d'organiser un meeting en salle de référence lors de la saison hivernale, en inscrivant la compétition dans le circuit national indoor de la Fédération Française d’Athlétisme. C'est ainsi que le meeting se rebaptise "meeting national des sacres" et se crée un logo et une identité visuelle reconnaissables et identifiables.
Ce changement fut une belle réussite avec la réalisation en 2016 d'une meilleure performance mondiale sur 1 500 m par Aman Wote (performance battue ensuite dans la saison à Glasgow), et la présence de la sprinteuse ivoirienne Marie-Josée Ta Lou. L'épreuve du 400 m haies en salle, impulsée par son fervent organisateur Jean-Georges Sarkadi, est ajoutée au programme avec pour objectif de mieux la faire connaître au public.
En 2017, l'installation de caméras et d'un plateau TV sur la piste permis de diffuser entièrement et en direct la compétition sur internet, pour le bonheur des amateurs d'athlétisme français et étrangers.
En 2018, une nouvelle meilleure performance mondiale fut réalisée par l'Américain Jarret Eaton sur 60 m haies (en 7 s 47), qui devient vice-champion du monde en salle quelques semaines plus tard à Birmingham. Cette performance fait écho au choix de la direction de proposer trois tours sur les épreuves de 60 m et 60 haies : premier tour obligatoire pour tous les athlètes, deuxième tour non obligatoire pour les mêmes athlètes, prise en compte des meilleures performances des deux tours pour constituer une finale.
En 2019, le niveau de la compétition continue de monter avec cinq records du meeting battus, notamment à la perche par les Chinois Chen Qiaoling avec 4,27 m chez les femmes et Zhang Wei avec 5,42 m chez les hommes. Le record du 800 m masculin est également battu par le Français Nasredine Khatir en 1 min 47 s 39. À noter l'organisation d'un 400 m féminin. Quatre athlètes se sont qualifiés aux championnats d’Europe en salle de Glasgow grâce à leur performance au meeting[réf. nécessaire].

## Sport adapté
Le CREPS de Reims accueille des athlètes de la Fédération française du sport adapté pour les entraînements, stages et compétitions. La proximité et les échanges avec les référents de ces athlètes ont naturellement abouti à la mise en place d'au moins une épreuve sport adapté sur chaque édition du meeting.
Les épreuves déjà programmées : lancer de poids, le saut en longueur, 60 m masculin
| Poids    | 13,44 m | Damien Rumeau      |
| 60 m     | 7 s 34  | Rodrigue Massianga |
| Longueur | 5,71 m  | Daniel Royer       |

| Poids    | 10,95 m | Gloria Agblemagnon |
| Longueur | 4,44 m  | Virginie Dreux     |

De 2017 à 2019, seul le 60 m masculin était représenté.
| 2017 | 7 s 36 | Antoine Charles   |
| 2018 | 8 s 18 | Daniel Royer      |
| 2019 | 7 s 73 | Florian Larivière |

## Résultats par édition

### Meeting 2016

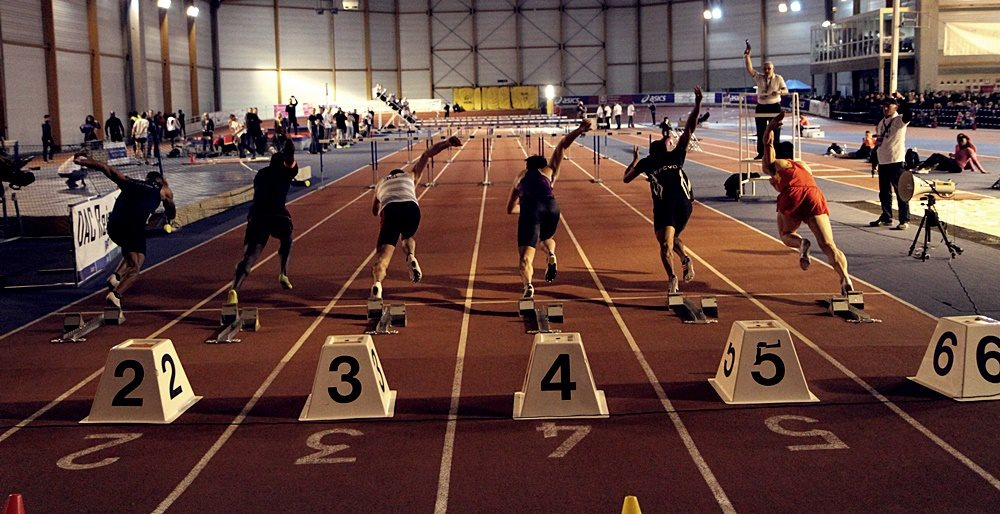
Départ du 60 m haies.

Lors du meeting 2016, l'Éthiopien Aman Wote réalise la meilleure performance de l'année sur 1 500 m avec un temps de 3 min 38 s 04. Performance battue quelques jours plus tard aux championnats en salle de Glasgow.
Participation de l'Ivoirienne Marie-Josée Ta Lou qui remporte le 60 m en 7 s 14 et qui réalise en même temps le record du meeting.
La française Stella Akakpo réalise 7 s 19 en série du 60 m et ne participera pas à la finale.
| Épreuves              | Performances  | Athlètes            | Nationalité |
| --------------------- | ------------- | ------------------- | ----------- |
| 60 m                  | 6 s 75        | Giovanni Codrington | Pays-Bas    |
| 60 m sport adapté     | 7 s 34        | Rodrigue Massianga  | France      |
| 60 m haies            | 7 s 65        | Wenjun Xie          | Chine       |
| 400 m                 | 47 s 99       | Olaf Van Den Bergh  | Pays-Bas    |
| 400 m haies           | 54 s 44       | Alan Danois         | France      |
| 800 m                 | 1 min 48 s 18 | Khaled Benmahdi     | Algérie     |
| 1 500 m               | 3 min 38 s 04 | Aman Wote           | Éthiopie    |
| Longueur              | 7,14 m        | Erwan Durand        | France      |
| Longueur sport adapté | 5,71 m        | Daniel Royer        | France      |
| Poids sport adapté    | 13,44 m       | Damien Rumeau       | France      |

| Épreuves              | Performances | Athlètes           | Nationalité   |
| --------------------- | ------------ | ------------------ | ------------- |
| 60 m                  | 7 s 14       | Marie-Josée Ta Lou | Côte d'Ivoire |
| 60 m haies            | 8 s 21       | Rosvitha Okou      | France        |
| Poids sport adapté    | 10,95 m      | Gloria Agblemagnon | France        |
| Longueur sport adapté | 4,44 m       | Virginie Dreux     | France        |

### Meeting 2017

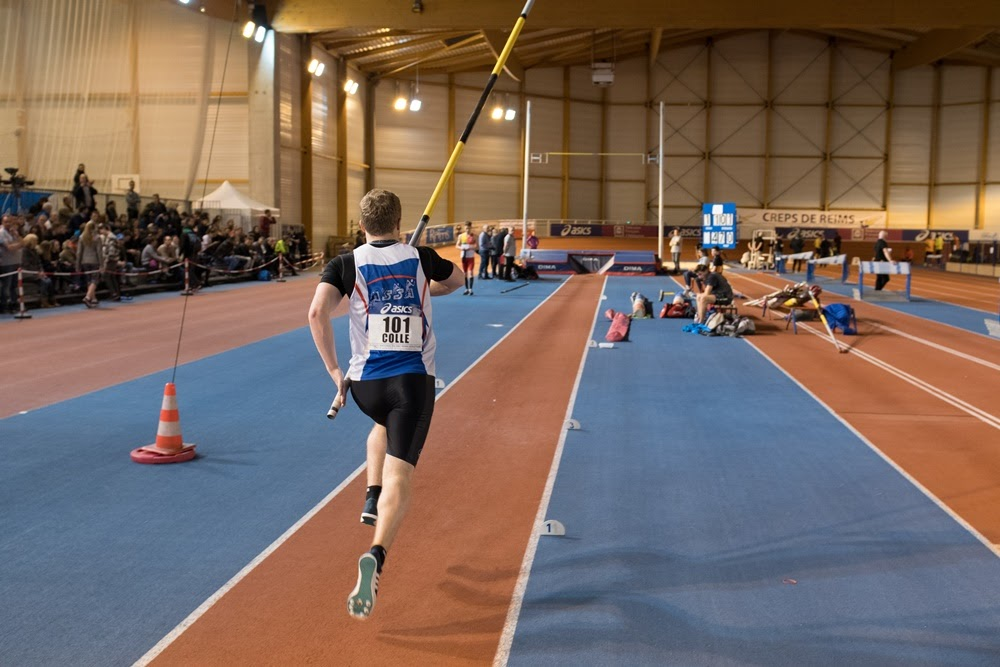
Concours du saut à la perche.

Lors de l'édition 2017, Stella Akakpo réalise une performance de 7 s 28 lors des séries du 60 m, puis s'impose largement en finale en réalisant 7 s 16, à 4 centièmes de son record personnel.
Le Jamaïcain Isa Phillips gagne le 400 m haies avec plus de 3 secondes d'avance sur ses concurrents et décroche le record du meeting avec un chrono de 50 s 56.
| Épreuves          | Performances  | Athlètes          | Nationalité |
| ----------------- | ------------- | ----------------- | ----------- |
| 60 m              | 6 s 72        | Panos Trivizas    | Grèce       |
| 60 m sport adapté | 7 s 36        | Antoine Charles   | France      |
| 60 m haies        | 7 s 69        | Benjamin Sedecias | France      |
| 200 m             | 21 s 04       | Jeffrey John      | France      |
| 400 m             | 47 s 41       | Bjorn Blauwhof    | Pays-Bas    |
| 400 m haies       | 50 s 56       | Isa Phillips      | Jamaïque    |
| 800 m             | 1 min 48 s 92 | Clément Dhainaut  | France      |
| 1 500 m           | 3 min 40 s 88 | Abderrahmane Anou | Algérie     |
| Perche            | 4,90 m        | Stéphane Billat   | France      |

| Épreuves   | Performances | Athlètes        | Nationalité |
| ---------- | ------------ | --------------- | ----------- |
| 60 m       | 7 s 16       | Stella Akakpo   | France      |
| 60 m haies | 8 s 16       | Sharona Bakker  | Pays-Bas    |
| 800 m      | 2 min 2 s 92 | Sanne Verstegen | Pays-Bas    |
| Perche     | 4,00 m       | Elien De Vocht  | Belgique    |

### Meeting 2018
.

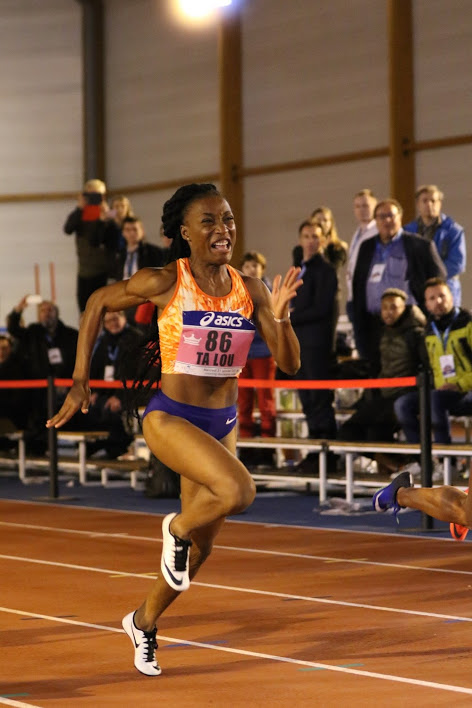
Marie-Josée Ta Lou lors du 60 m.

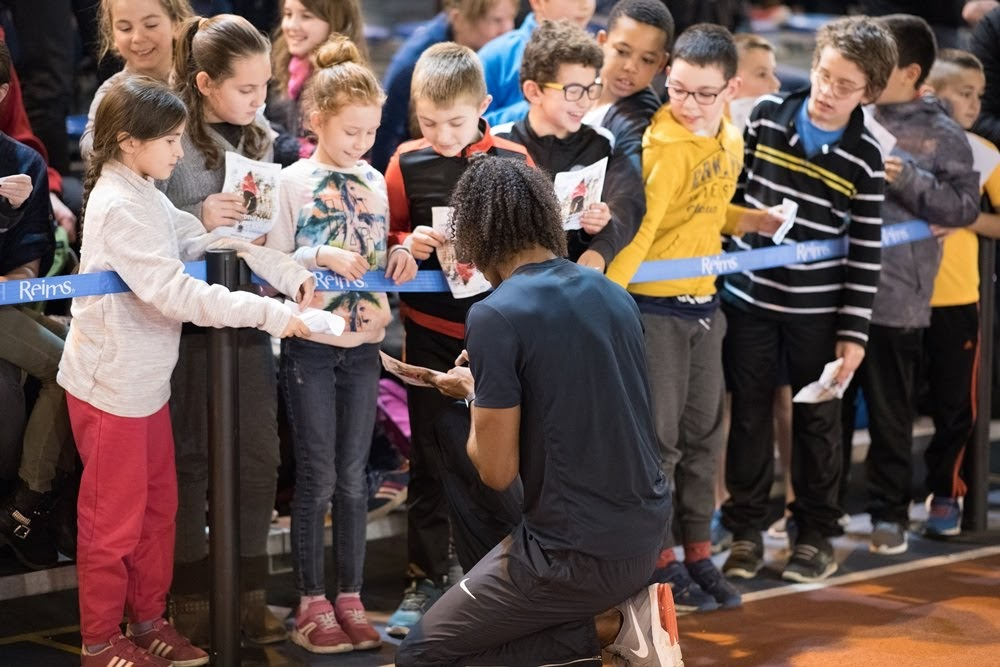
Jarret Eaton signant des autographes

L'édition 2018 fut riche en performances, avec pas moins de quatre records battus.
- 1er record : pour sa deuxième participation, Marie-Josée Ta Lou réalise 7 s 13[6] et améliore le record du meeting qu'elle détenait déjà par le passé.
- 2e record : Arthur Cissé gagne la finale du 60 m en 6 s 57, record personnel pour l'athlète ivoirien (record amélioré depuis[7]).
- 3e record : Le Brésilien Anderson Henriques avec sa performance en 47 s 20 sur le 400 m.
- 4e record : Jarret Eaton, une des têtes d'affiche du meeting a tenu son rôle sans difficulté en réalisant 7 h 47 sur le 60 m haies, soit la meilleure performance mondiale de l'année pour l'américain. Il s'agit également de son record personnel, qu'il n'avait pas amélioré depuis sept ans. Jarret sera sacré vice-champion du monde quelques semaines plus tard aux championnats du monde de Birmingham[8].

| Épreuves          | Performances  | Athlètes           | Nationalité   |
| ----------------- | ------------- | ------------------ | ------------- |
| 60 m              | 6 s 57        | Arthur-Gue Cisse   | Côte d'Ivoire |
| 60 m sport adapté | 8 s 19        | Daniel Royer       | France        |
| 60 m haies        | 7 s 47        | Jarret Eaton       | États-Unis    |
| 400 m             | 47 s 20       | Anderson Henriques | Brésil        |
| 400 m haies       | 52 s 93       | Miloud Rahmani     | Algérie       |
| 800 m             | 1 min 48 s 75 | Thijmen Kupers     | Pays-Bas      |
| 1 500 m           | 3 min 41 s 99 | Rabii Doukkana     | Maroc         |
| Perche            | 5,26 m        | Baptiste Boirie    | France        |

| Épreuves   | Performances | Athlètes             | Nationalité   |
| ---------- | ------------ | -------------------- | ------------- |
| 60 m       | 7 s 19       | Marie-Josée Ta Lou   | Côte d'Ivoire |
| 60 m haies | 8 s 29       | Olimpia Barbosa      | Portugal      |
| 800 m      | 2 min 3 s 81 | Sofia Ennaoui        | Pologne       |
| Perche     | 4,26 m       | Maria Leonor Tavares | France        |

### Meeting 2019
Pour l'édition 2019, le meeting accueille la quintuple championne de France Élodie Normand ; c'est sans surprise qu'elle bat le record du meeting avec un chrono de 4 min 20 s 94 sur le 1 500 m
Les perchistes chinois Zhang Wei et Qiaoling Chen ont tous les deux brillé au meeting avec leurs performances de 5,42 mètres et 4,27 mètres, toutes deux synonymes de records du meeting.
Keny Blecourt crée la surprise en établissant sur le 60 m masculin la onzième meilleure performance française de tous les temps avec 6 s 62,.
Le Français Nasredine Khatir pour sa première participation bat le record du 800 m en 1 min 47 s 39 et réalise par ce fait la septième performance française de tous les temps.
| Épreuves          | Performances  | Athlètes                 | Nationalité |
| ----------------- | ------------- | ------------------------ | ----------- |
| 60 m              | 6 s 62        | Keny Blecourt            | France      |
| 60 m sport adapté | 7 s 73        | Florian Larivière        | France      |
| 60 m haies        | 7 s 77        | Vladimir Vukicevic       | Norvège     |
| 400 m             | 47 min 23 s   | Muhammad-Abdallah Kounta | France      |
| 800 m             | 1 min 47 s 39 | Nasredine Khatir         | France      |
| 1 500 m           | 3 min 41 s 60 | Mehdi Belhadj            | France      |
| Perche            | 5,42 m        | Zhang Wei                | Chine       |

| Épreuves   | Performances  | Athlètes             | Nationalité |
| ---------- | ------------- | -------------------- | ----------- |
| 60 m       | 7 s 37        | Maroussia Paré       | France      |
| 60 m haies | 8 s 23        | Jade Barber          | États-Unis  |
| 400 m      | 54 s 95       | Louise-Anne Bertheau | France      |
| 1 500 m    | 4 min 20 s 94 | Elodie Normand       | France      |
| Perche     | 4,27 m        | Qiaoling Chen        | Chine       |

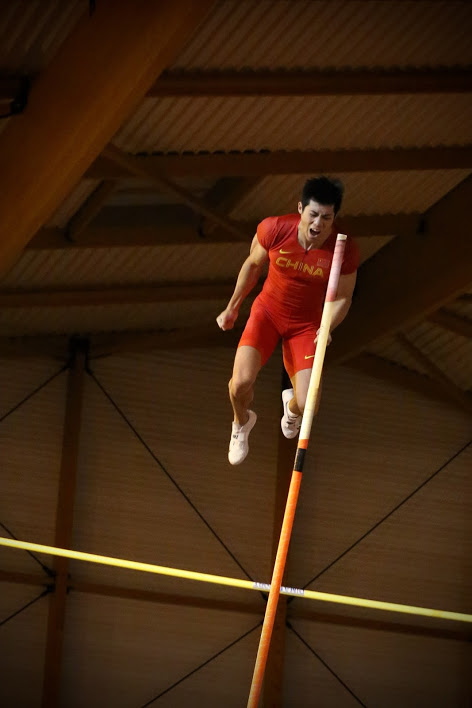
Zhang Wei bat le record du Meeting du saut à la perche avec un saut à 5,42 m.
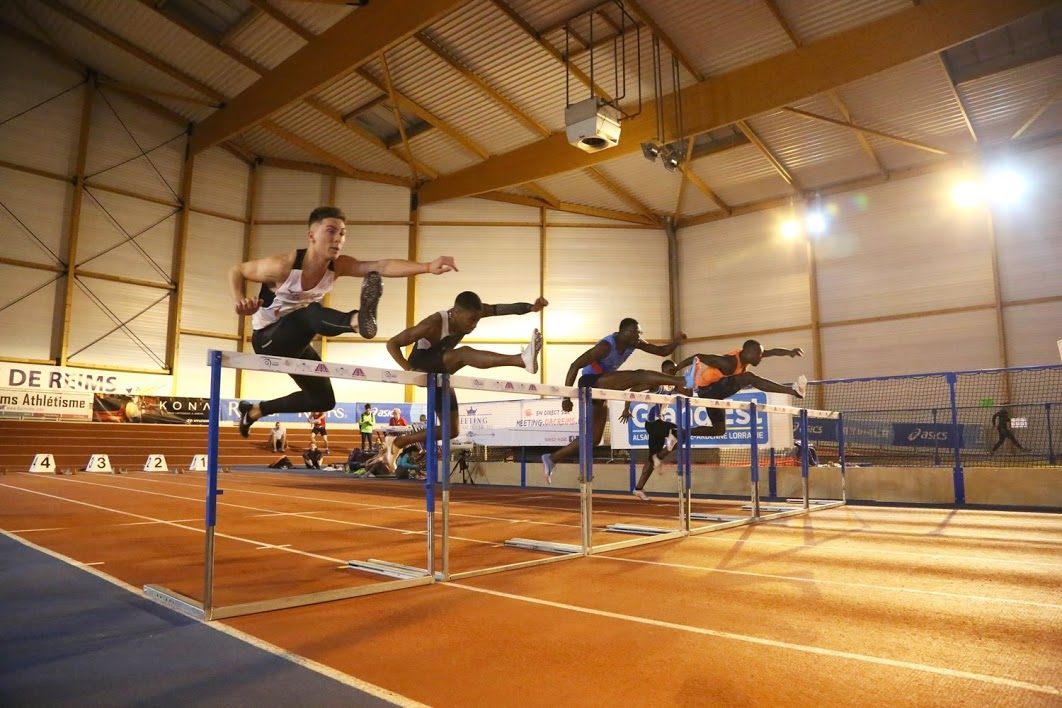
Départ du 60 m haies masculin.
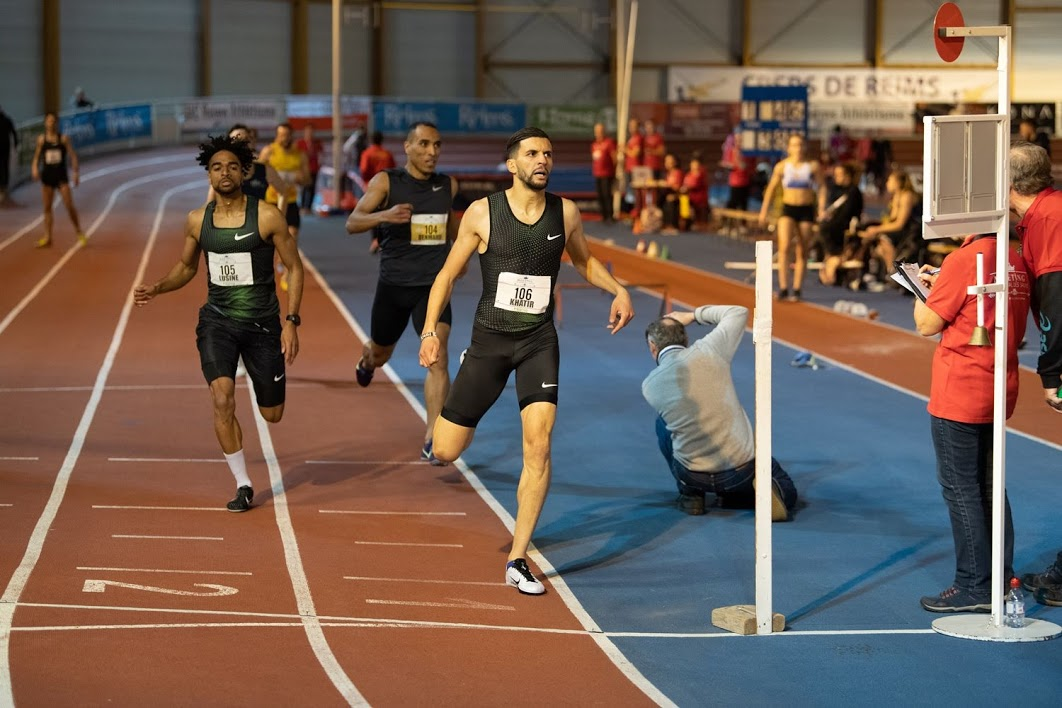
Nasredine Khatir bat le record du 800 m en 1 min 47 s 39.

## Records meeting
| Épreuves           | Performances  | Athlètes           | Édition | Nationalité   |
| ------------------ | ------------- | ------------------ | ------- | ------------- |
| 60 m               | 6 s 57        | Arthur Cissé       | 2018    | Côte d'Ivoire |
| 60 m haies         | 7 s 47        | Jarret Eaton       | 2018    | États-Unis    |
| 200 m              | 20 s 87       | Jeffrey John       | 2014    | France        |
| 400 m              | 47 s 20       | Anderson Henriques | 2018    | Brésil        |
| 400 m haies        | 50 s 56       | Isa Phillips       | 2017    | Jamaïque      |
| 800 m              | 1 min 47 s 39 | Nasredine Khatir   | 2019    | France        |
| 1 500 m            | 3 min 38 s 04 | Aman Wote          | 2016    | Éthiopie      |
| 3000 m             | 8 min 6 s 31  | François Barrer    | 2015    | France        |
| Poids sport adapté | 13,44 m       | Damien Rumeau      | 2016    | France        |
| Longueur           | 7,81 m        | Salim Sdiri        | 2004    | France        |
| Perche             | 5,42 m        | Wei Zhang          | 2019    | Chine         |

| Épreuves   | Performances  | Athlètes             | Édition | Nationalité   |
| ---------- | ------------- | -------------------- | ------- | ------------- |
| 60 m       | 7 s 13        | Marie-Josée Ta Lou   | 2018    | Côte d'Ivoire |
| 60 m haies | 8 s 10        | Reïna-Flor Okori     | 2004    | France        |
| 200 m      | 23 s 58       | Sigere Thelia        | 2009    | France        |
| 400 m      | 54 s 95       | Louise-Anne Bertheau | 2019    | France        |
| 800 m      | 2 min 2 s 92  | Sanne Verstegen      | 2017    | Pays-Bas      |
| 1 500 m    | 4 min 20 s 94 | Élodie Normand       | 2019    | France        |
| Poids      | 10,95 m       | Gloria Agblemagnon   | 2016    | France        |
| Perche     | 4,27 m        | Qiaoling Chen        | 2019    | Chine         |
| Longueur   | 6,09 m        | Marie Collonvillé    | 2009    | France        |